# Valérie Donzelli
Valérie Donzelli, nacida el 2 de marzo de 1973 en Épinal, es una actriz, guionista y directora francesa.

## Biografía
Antes de entrar en la industria del cine, estudió arquitectura pero abandona sus estudios para convertirse en actriz. Estudia en el Conservatorio Municipal de Distrito Décimo de París, mientras trabajaba como vendedora, no está conforme con sus estudios y duda de su vocación. Fue entonces que conoce a Jérémie Elkaïm que se convierte en su compañero y alienta su vocación como actriz.
Después de tener pequeños papeles en el cine, Valérie Donzelli se hace conocida del gran público gracias a la televisión. Su primer cortometraje, Il fait beau dans la plus belle ville du monde lo realizó en 2008. En 2010, dirigió su primer largometraje, La reina de corazones, en la que también tiene el papel principal. Su película se presenta ese mismo año en el Festival Premiers Plans de Angers, en la categoría de largometraje francés, donde ganó el premio del público.
En mayo de 2011, su segundo largometraje, Declaración de guerra se presenta en la inauguración de la Semaine internationale de la critique. La película coescrita con Jérémie Elkaïm se inspira directamente en sus vidas personales. Cuenta cómo su joven pareja "que no estaba preparada para la guerra" ha experimentado la enfermedad de su hijo de 18 meses. La película fue recibida triunfalmente por la prensa y el público en el Festival de Cannes. Recibió el Gran Premio del Festival de Cine de Cabourg y el Premio del Jurado, el Premio del Público y el Premio de los bloggers en el Festival de Cine de París. Resultó ganadora del Premio Principado de Asturias al mejor largometraje del Festival Internacional de Cine de Gijón. Esta película representa a Francia en los Premios Oscar en la categoría Mejor Película extranjera en 2012. Valérie Donzelli también participó en el álbum La Superbe de Benjamin Biolay.

## Filmografía como directora
| Año  | Título                                         | Notas        |
| 2008 | Il fait beau dans la plus belle ville du monde | cortometraje |
| 2009 | La reine des pommes                            | largometraje |
| 2010 | Madeleine et le facteur                        | cortometraje |
| 2011 | La guerre est déclarée                         | largometraje |
| 2012 | Main dans la main                              | largometraje |
| 2013 | Que d'amour                                    | largometraje |
| 2015 | Marguerite et Julien                           | largometraje |
| 2019 | Notre dame                                     | largometraje |
| 2021 | Nona et ses filles                             | Serie        |
| 2023 | Juste nous deux                                | Serie        |